# Soriacebus ameghinorum
Soriacebus ameghinorum es una de las 2 especies extintas en que se subdivide el género Soriacebus, de monos del Nuevo Mundo de la familia Pitheciidae. Habitó en el Mioceno de la Patagonia argentina, en el extremo sur de América del Sur.   

## Generalidades
Esta especie fue descrita originalmente por J. G. Fleagle y otros en el año 1987. Este simio vivió a comienzos del Mioceno medio, hace 16,4 millones de años, en la «formación Pinturas», en el noroeste de la provincia de Santa Cruz, en el sur de la Argentina.